# Landshut
Landshut (česky Lanžhot) je město v Bavorsku, v jihovýchodní části Německa na řece Isar a je správní centrum regionu Dolního Bavorska. Město leží na dálnici (Autobahn) A 92.

## Geografie

### Poloha
Landshut leží v centru Dolního Bavorska, asi 72 kilometrů severovýchodně od Mnichova, a je součástí alpského podhůří. Středem města protéká řeka Isar.

### Klima
Kontinentální klima se vyznačuje vysokou vlhkostí a průměrnou roční teplotou 8,5 °C. Nejchladnější měsíc je leden s průměrnou teplotou −1,0 °C a nejteplejší měsíc je srpen s průměrnou teplotou 18,1 °C. V rámci Bavorska je Landshut nadprůměrně bohatý na srážky.

## Partnerská města
- Bad Kötzting, Německo, 1953
- Compiègne, Francie, 1962
- Elgin, Velká Británie, 1956
- Mainburg, Německo, 1954
- Ried im Innkreis, Rakousko, 1974
- Rottenburg an der Laaber, Německo, 1971
- Schio, Itálie, 1981
- Sibiu, Rumunsko, 2002
- Waldkirchen, Německo, 1972

## Průmysl a infrastruktura

### Doprava

#### Místní doprava
V Lansdhutu je městská doprava provozována autobusy na třinácti linkách. Vedle těchto linek jsou vedeny další tři linky, které jsou určeny pro dojíždějící a propojují nejdůležitější dopravní cesty s nádražím.